# Universidade de Linköping
A Universidade de Linköping (LiU; em sueco: Linköpings universitet;  PRONÚNCIA DE LINKÖPING) é uma instituição pública de ensino superior na cidade de Linköping, na Suécia, fundada em 1969/1975. 
Conta com 32 000 estudantes (2020) e 4 000 funcionários. Compreende 4 campus nas localidades de Linköping, Norrköping e Lidingö - Campus Valla, Campus Universitetssjukhuset, Campus Norrköping (US) e Campus Lidingö.
A Biblioteca da Universidade de Linköping (Linköpings universitetsbibliotek, LiUB) está aberta aos estudantes, investigadores e professores da universidade assim como ao público em geral. É desde 1979 uma das 6 bibliotecas depositárias do património bibliográfico da Suécia. Tem um espólio de uns 900 000 livros, 13 000 revistas eletrónicas e dispõe de 130 bases de dados.

Universidade
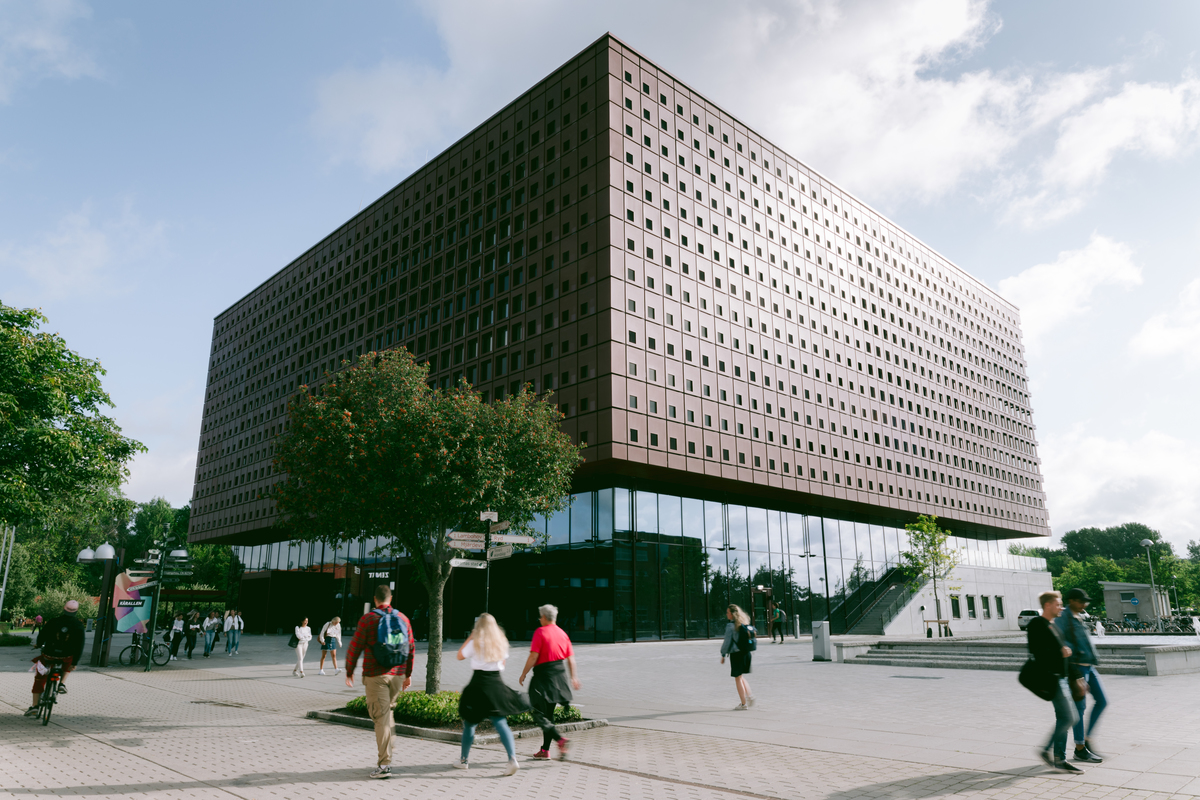
Casa dos Estudantes, com biblioteca, locais de estudo, locais de reuniões e pontos de serviço
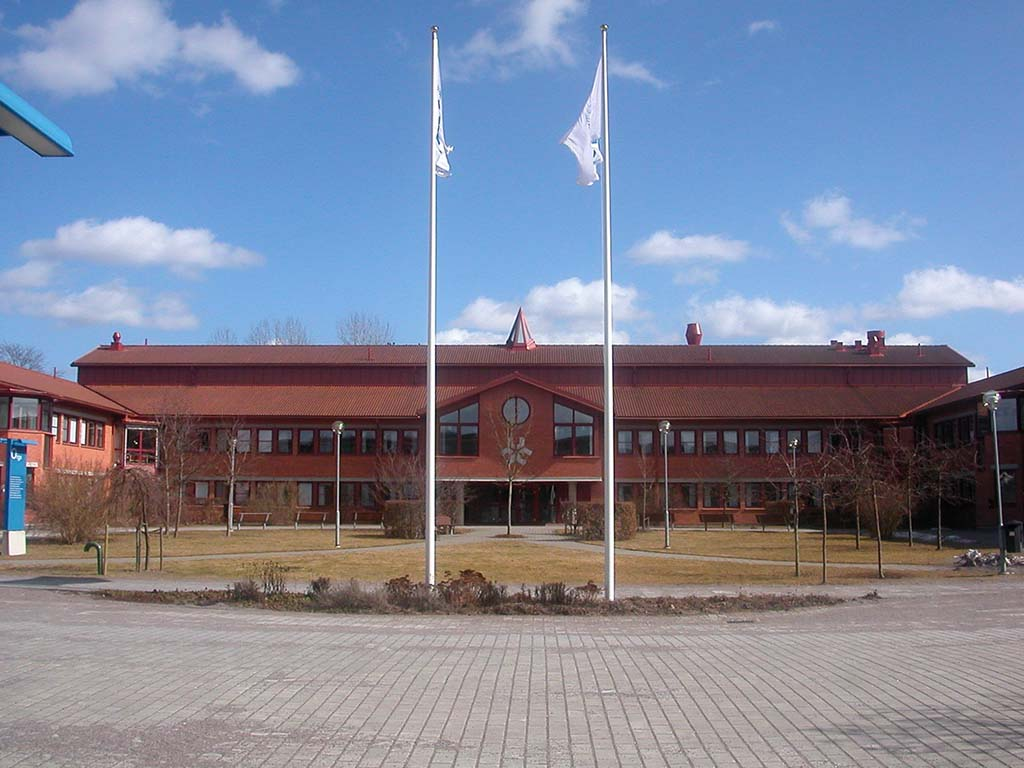
Edifício da Administração